# Antiguidade da cultura afrodescendente

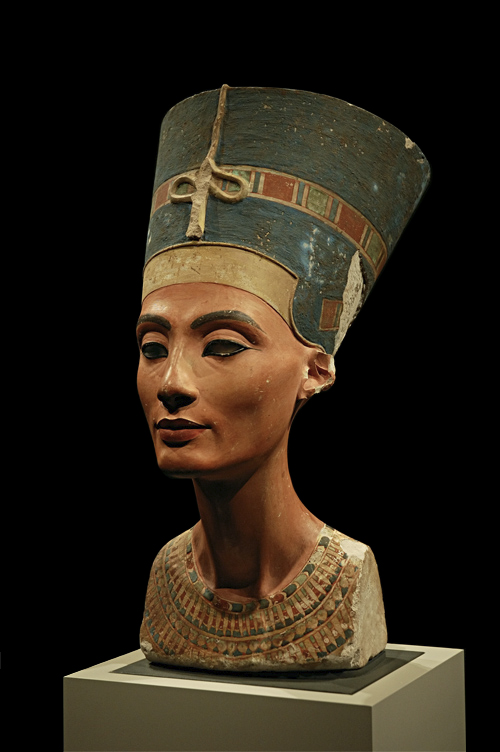
Busto de Nefertiti, cerca de 1345 a.C, Neues Museum. A figura de Nefertiti está muito presente na cultura afro-americana.

O século XXI viu um aumento no uso da Antiguidade, essencialmente egípcia mas também greco-romana ou bíblica, pela cultura afrodescendente, particularmente afro-americana. Esta tendência, iniciada na década de 1970, possui múltiplas formas: reivindicação identitária do patrimônio que constitui o Egito dos faraós ou da Medusa, reapropriação da história da escravidão e de suas produções no território dos Estados Unidos, ou simplesmente reafirmação do alcance universal da história antiga e da legitimidade do povo negro para extrair inspiração e identificação.

## Antiguidade egípcia

### Década de 1970
O primeiro paralelo entre o movimento estadunidense pelos direitos civis e os faraós remonta ao rapper Gary Byrd e ao seu álbum The Crown, lançado em 1975. Na capa do álbum, o artista, representado como um professor, dá aula para uma turma de crianças afro-americanas onde o planalto de Gizé serve de decoração na parede. Em seu título The Crown, dirige-se à comunidade afro-americana: "Você foi Cleópatra, construiu as pirâmides. O que você é agora?".

### Década de 1990
Michael Jackson, com Remember the Time, é um dos pioneiros na integração da antiguidade egípcia com a estética cinematográfica peplum em um videoclipe. Nele, Ramsés II, interpretado por Eddie Murphy, e Nefertiti, interpretada por Iman, avaliam performances de artistas, incluindo a de Michael Jackson. Esta é a primeira representação de uma rainha do Egito com os traços de uma mulher negra, um tema forte dentro do movimento pelos direitos civis nos Estados Unidos.

## Antiguidade greco-romana

### Medusa negra
A Antiguidade Grega também é uma fonte de inspiração, nomeadamente através da personagem Medusa. Ela foi incorporada, por exemplo, na sessão de fotos de Rihanna como Medusa dirigida por Damien Hirst em 2013 para a revista GQ ou no clipe Ice Princess de Azealia Banks de 2015. Fabien Bièvre-Perrin explica esta forte presença do antigo monstro pela prevalência da hipótese, nas comunidades afrodescendentes, de que a Medusa seria uma reinterpretação grega de uma deusa africana, cujas madeixas posteriormente se transformariam em cabelos de cobra.

### Cultura universal

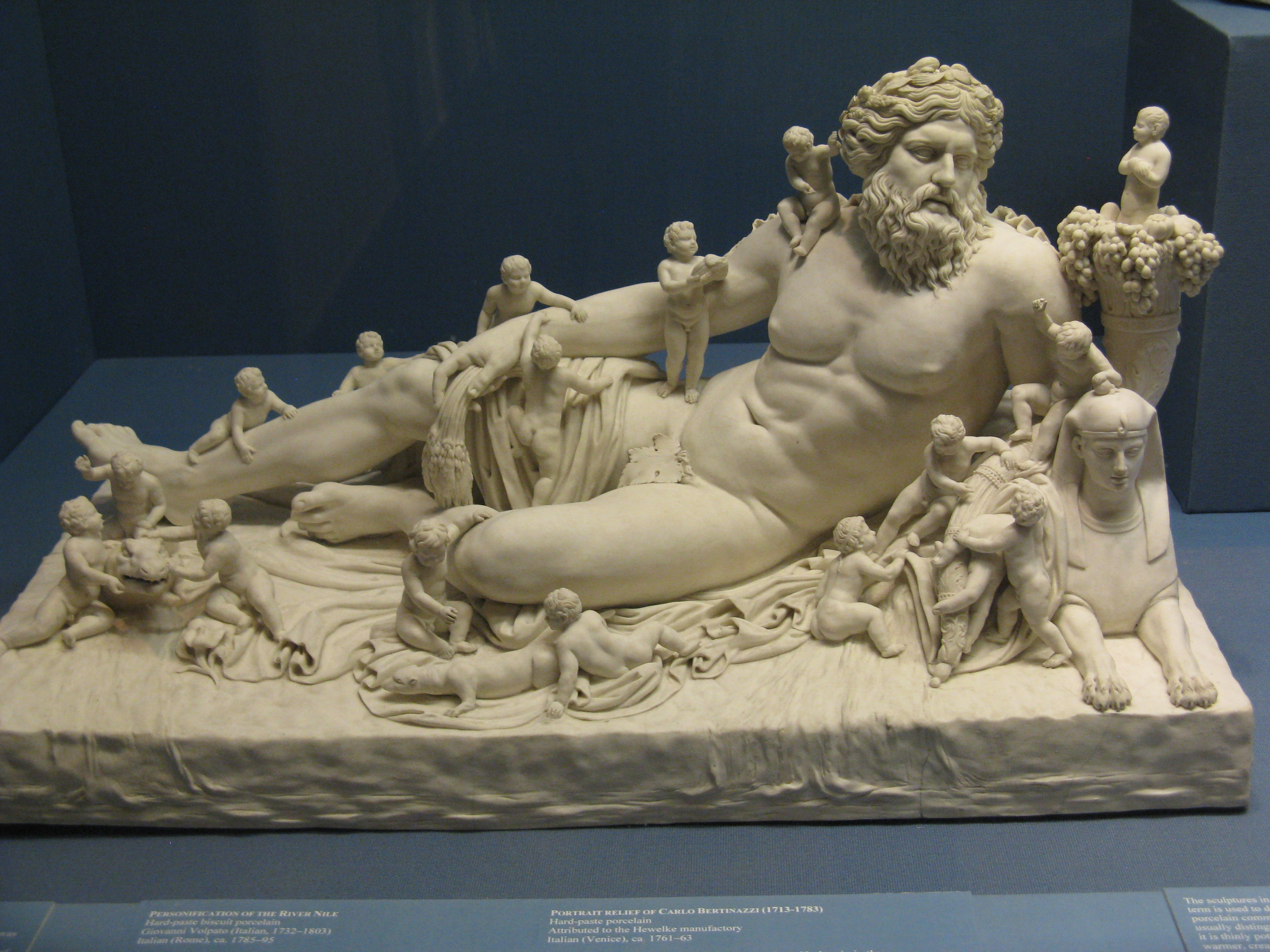
Cópia de O Nilo, nos Museus do Vaticano, guardada no Metropolitan Museum of Art. As fotos de Beyoncé grávida assumem muitos códigos estéticos similares a essa escultura.

Se as figuras das rainhas egípcias ou da Medusa são reivindicadas como parte da herança afrodescendente, outras reutilizações da Antiguidade são uma forma de reivindicar um verdadeiro universalismo da herança antiga e, portanto, a fortiori aberta aos povos afrodescendentes. Este é particularmente o caso de Beyoncé, onde sua primeira encarnação ligada à Antiguidade foi na forma de um gladiador ao lado de Pink e Britney Spears para um comercial da Pepsi. O início do spot é sobretudo um pretexto para mostrar os corpos sexualizados das cantoras, mas o seu cenário, onde as três jovens se recusam a lutar pelo imperador (interpretado por Enrique Iglesias e levam o público a cantar em coro We Will Rock You até que as latas de refrigerantes, até então reservadas ao imperador, sejam compartilhadas com todos, retoma temas de revoltas escravas e revolução popular em benefício da marca.
Beyoncé se representa em seus clipes como Alexandre, o Grande em Run the World, como Vênus durante sua gravidez fotografada ou, ao lado de seu marido Jay-Z no clipe Apeshit, reivindica a herança cultural preservada no Louvre. Entre outras reutilizações da Antiguidade como cultura universal, podemos citar Azealia Banks e seu clipe Atlantis , Rihanna como Afrodite de REILLY  ou Kanye West em seu clipe POWER, cuja música foi produzida para uma propaganda para o perfume Invictus, também com uma estética fortemente inspirada na Antiguidade.

### Arquitetura neoclássica e herança escravagista
Nos Estados Unidos, a arquitetura neoclássica é típica do período escravista, seja na Casa Branca ou nas mansões nas plantações. O reinvestimento destes espaços por afro-americanos descendentes de escravos, seja por exemplo nos videoclipes Formation de Beyoncé, Don't touch my hair de Solange Knowles ou nos de Nicki Minaj, são uma forma de afirmar que estes lugares pertencem a aqueles que os constroem.